# Sesos de mono (gastronomía)

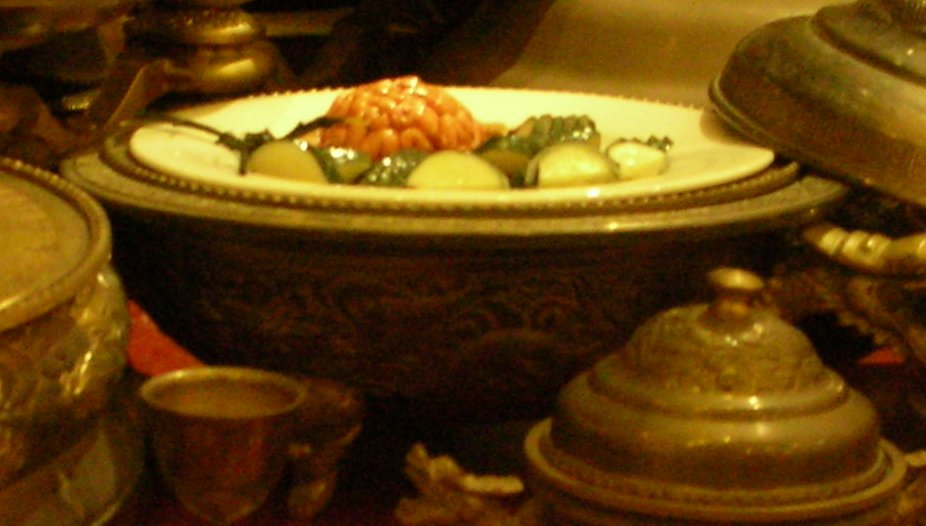
Simulación de unos sesos de mono, exhibidos en el Museo de Cultura Alimentaria de Tao Heung, Hong Kong, como parte de una Fiesta Imperial Manchú-Han.

Los sesos de mono u otros primates se han considerado un producto gastronómico en ciertos contextos. En la cultura popular occidental, su consumo se retrata y debate en repetidas ocasiones, a menudo en el contexto de retratar a las culturas exóticas como excepcionalmente crueles, insensibles y/o extrañas.

## Consumo

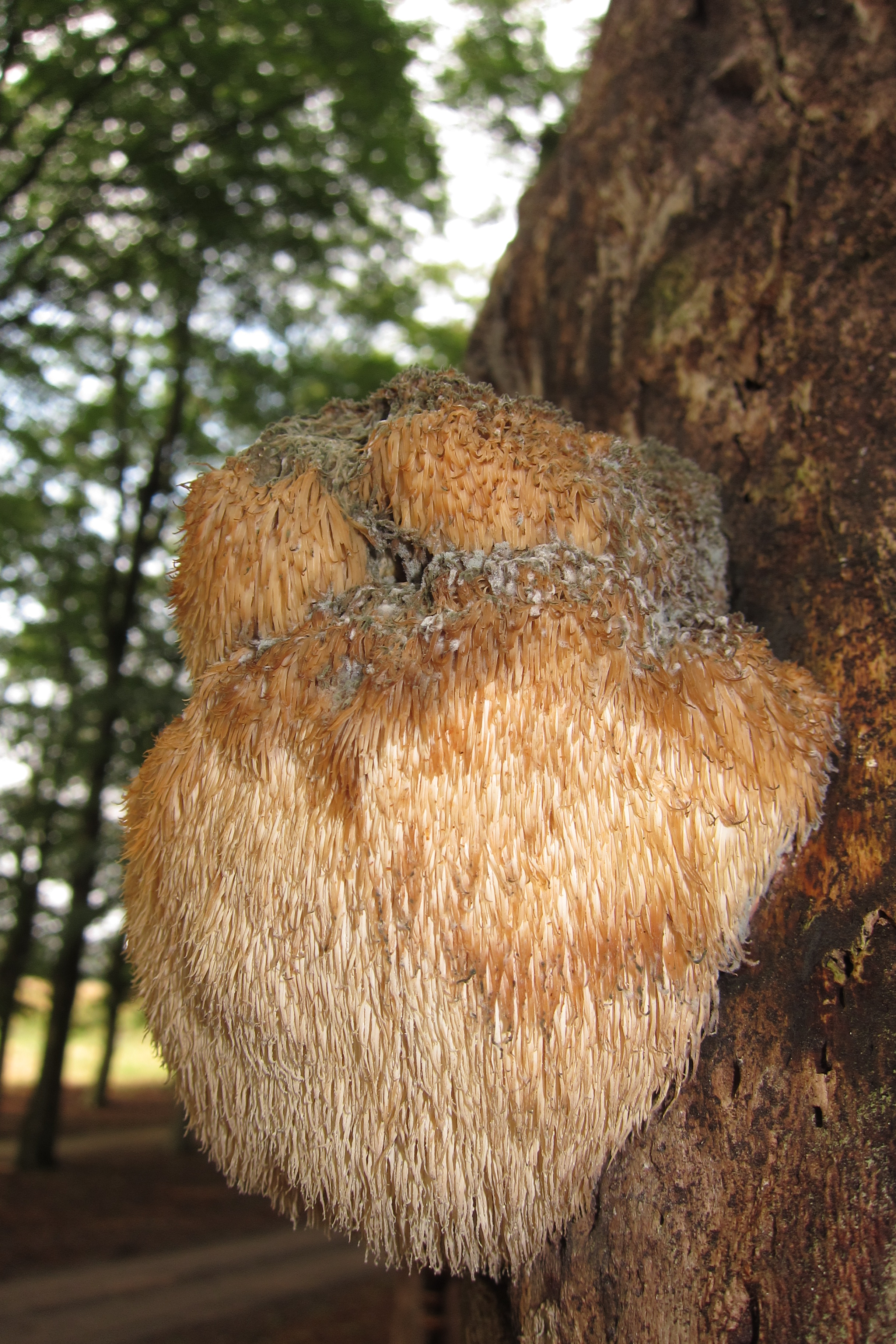
Hericium erinaceus es una seta comestible que crece en Asia, conocida en chino como «hongo cabeza de mono», ya que tiene un cierto parecido con el pelaje de algunos primates asiáticos como los macacos.

Se desconoce si alguna vez en alguna cultura se han consumido sesos de mono o si se han servido cerebros de mono en algún restaurante. Posiblemente se trate de una leyenda urbana. La confusión inicial surge sobre un término traducido para una especie asiática de seta comestible, Hericium erinaceus, que puede haber jugado un papel en la creencia de que los cerebros de los monos se usaban en la cocina asiática, ya que este hongo se llama hóu tóu gū (simp. 猴头菇; trad. 猴頭菇; lit. «hongo cabeza de mono») en chino.  El hongo en sí tiene un parecido superficial con el del pelaje de ciertos primates que se encuentran en Asia, como los macacos.
Los cerebros de monos reales fueron históricamente parte del banquete imperial Manchú-Han del Imperio Qing celebrado durante el siglo XVII, donde pudieron haberse comido directamente del cráneo. La política oficial china sobre la adquisición de ciertas especies de vida silvestre en el siglo XXI hace que el servicio de cerebros de mono sea ilegal, con penas de hasta 10 años de prisión para los infractores.
Más allá de Asia y en África, la naturalista Angela Meder describió en Gorilla Journal una práctica cultural de los pueblos Anaang del sureste de Nigeria y el suroeste de Camerún por la cual un nuevo jefe tribal consumiría el cerebro de un gorila cazado mientras otro miembro de la tribu consumía el corazón. Según este relato, la práctica se produjo solo en el caso específico de un nuevo cacicazgo, ya que de lo contrario estaría prohibido matar gorilas. Esta tradición fue reportada como obsoleta a principios del siglo XXI.

### Riesgos de salud
El consumo del cerebro y otros tejidos del sistema nervioso de algunos animales se considera peligroso para la salud humana, debido a que puede provocar encefalopatías transmisibles como la enfermedad de Creutzfeldt-Jakob.

## Representación de los medios
Una representación ficticia del consumo de cerebros de monos se muestra en la película mondo de 1978 Faces of Death, dirigida por John Alan Schwartz. La escena muestra un restaurante de temática oriental con clientes sentados alrededor de una mesa viendo una danza del vientre. Un narrador explica que se trata de turistas que han venido a este lugar para consumir «la especialidad de la casa». El propietario le indica a un servidor que saque un mono, que luego se asegura dentro de un bolígrafo incorporado en la mesa. Los turistas reciben martillos, y proceden a golpear al mono en la cabeza hasta que lo matan. El servidor luego abre el cráneo y extrae los cerebros del mono en un plato para que los clientes lo prueben. El director de la película reconoció que la escena, como gran parte de la película, es ficción. Los martillos estaban hechos de espuma, mientras que la «cabeza de mono» era un accesorio lleno de gelatina, colorante rojo y coliflor para simular la materia cerebral.
Las representaciones adicionales en la década posterior al lanzamiento de Faces of Death contienen escenas que hacen referencia a la práctica de comer cerebros de mono, incluida una de la película de 1984 Indiana Jones and the Temple of Doom.  así como el diálogo de la comedia de 1985 Clue. Además de su valor de choque, lo que estas escenas tienen en común son sus representaciones del orientalismo que, según la autora Sophia Rose Arjana, funcionan como tropos cinematográficos utilizados para «combinar representaciones extrañas y vulgarizadas del Lejano Oriente».

## Lectura complementaria
- Paper presented at the American Academy of Religion Conference held in San Francisco, CA., 19–22 November 2011. 20 de noviembre de 2011. Archivado desde el original el 24 de abril de 2018.
- Kabzung, Gaerrang (November 2015). «Development as Entangled Knot: The Case of the Slaughter Renunciation Movement in Tibet, China». The Journal of Asian Studies 74 (4): 927-951. ISSN 0021-9118. doi:10.1017/S0021911815001175.